# Tagoropsis auricolor
Tagoropsis auricolor är en fjärilsart som beskrevs av Paul Mabille 1879. Tagoropsis auricolor ingår i släktet Tagoropsis och familjen påfågelsspinnare. Inga underarter finns listade i Catalogue of Life.